# Koudbloedras

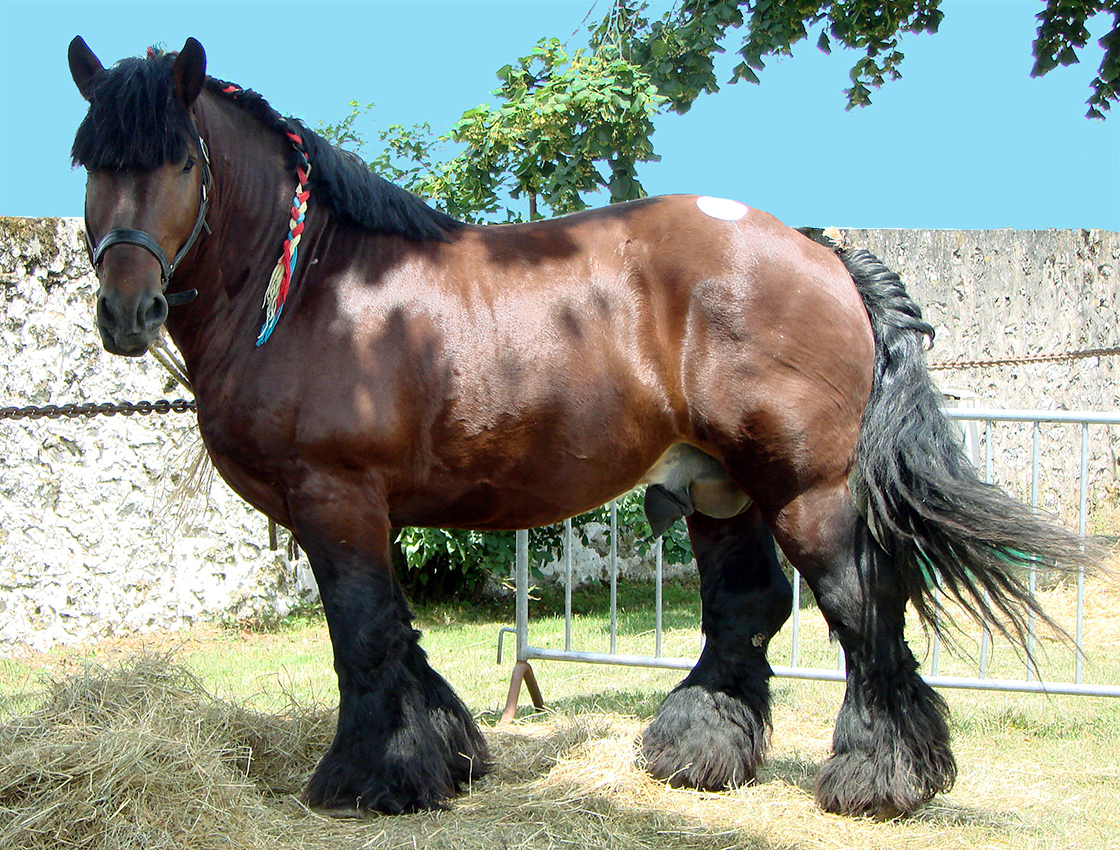
Een Ardenner hengst

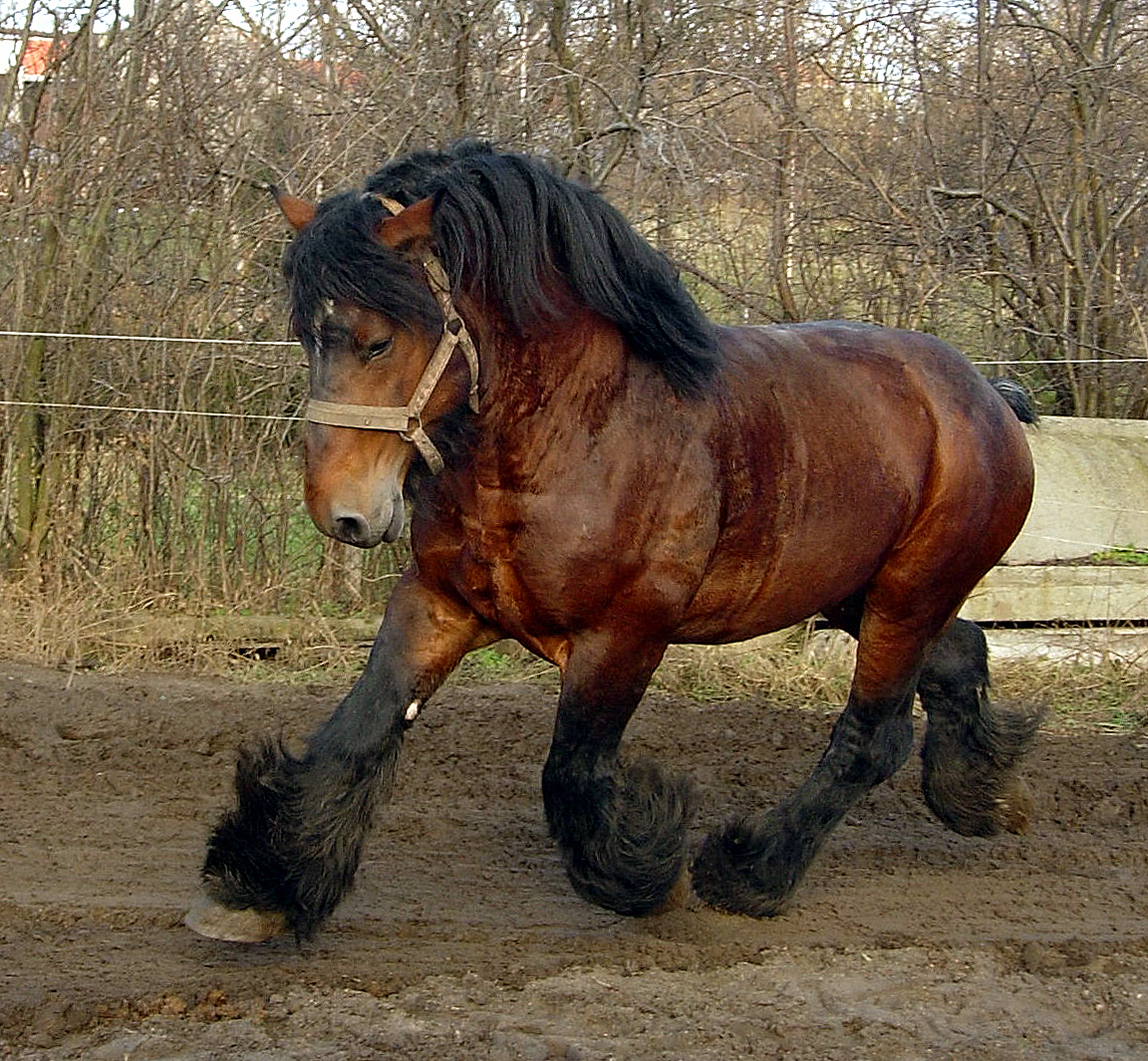
Belgisch trekpaard in draf

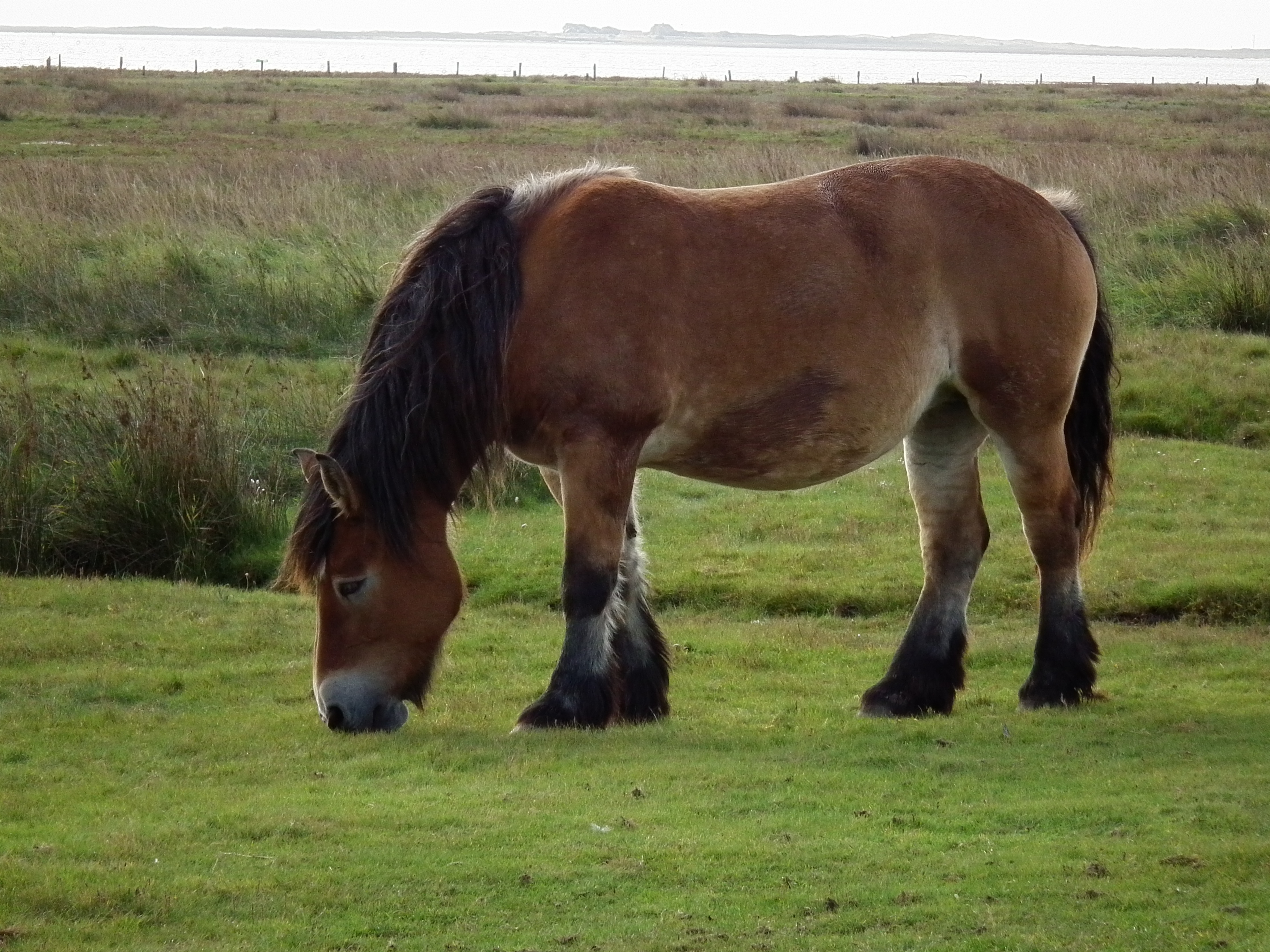
Een koudbloed op de weide, Juist

Koudbloed is een term uit de paardensport. Paarden die tot koudbloedrassen behoren worden meestal gebruikt als trekpaarden, ze zijn veel zwaarder gebouwd en hebben een geduldiger temperament dan warmbloedpaarden.
De term 'koudbloed' slaat binnen de hippologie (paardenkunde) overigens uitsluitend op het zeer geduldige karakter van deze paardenrassen. Volgens de biologische indeling behoren alle paardenrassen namelijk, zonder uitzondering, tot de warmbloedige dieren, dat wil zeggen dat zij een gelijkblijvende lichaamstemperatuur hebben.

## Kenmerken
Koudbloedrassen hebben meestal een zeer gespierde achterhand. Ze zijn door hun grote kracht bij uitstek geschikt als trekdieren, vooral in de landbouw op zware gronden en als sleeppaarden in de bosbouw. Een ander kenmerk van koudbloedpaarden is dat zij meestal een vlakke schoft hebben. Wat betreft de gangen zijn de stap en de draf van koudbloedpaarden het best ontwikkeld. De galop is veelal zeer kort, en kan meestal niet al te lang volgehouden worden, en mede daarom zijn deze paarden minder geschikt voor de ruitersport. Ook de shetlandpony heeft meerdere van deze kenmerken en wordt soms gezien als een koudbloedras.

## Geschiedenis van het gebruik
De bestanden van deze koudbloedrassen liepen in het midden van de twintigste eeuw sterk terug door de toenemende motorisering in de landbouw. Het voortbestaan van de meeste van deze paarden lijkt tegenwoordig echter verzekerd doordat er een opleving volgde in de belangstelling voor zeldzame huisdierrassen en het behoud van regionale tradities. Zeeuwse trekpaarden worden op Walcheren bijvoorbeeld nog bij voorkeur gebruikt voor het traditionele ringsteken. Ardenners worden nog gefokt voor het vlees. Vele van deze rassen hebben een kleine kring van trouwe liefhebbers en fokkers. Hun kracht, hun rust en hun gehoorzaamheid wordt tot op heden zeer gewaardeerd in de mensport. De paarden worden bijvoorbeeld als vierspan en als zesspan gebruikt tijdens optochten met historische aanspanningen zoals bierwagens en postkoetsen. Ook worden er voor deze rassen speciale trekwedstrijden en -shows georganiseerd waar zij hun prestaties als trekpaard kunnen vertonen.

## Blokstaarten
Tot het begin van de huidige eeuw bestond het gebruik bij vele van dit soort trekpaarden zoals het Nederlands trekpaard, het Belgisch trekpaard en de Ardenner de staarten te couperen, of te 'blokstaarten', omdat daarmee de gespierde bilpartij beter zichtbaar was. Het praktische nut ervan was ook dat het paard dan niet met zijn staart de leidsels kon vastklemmen en praktisch gesproken onbestuurbaar worden. Het bezwaar ertegen was echter dat de paarden niet meer de vliegen van hun achterhand konden verjagen. In 2001 werd daarom in België en Nederland en enkele overige landen in Europa het couperen van staarten verboden.

## Koudbloedrassen
Koudbloedrassen zijn bijvoorbeeld:
- Ardenner
- Belgisch trekpaard
- Boulonnais
- Clydesdale
- Fellpony
- Fjord
- Haflinger
- Nederlands trekpaard
- Noriker of Pinzgauer
- Percheron
- Poitevin
- Rijnlands trekpaard
- Schwarzwälder Fuchs
- Shire
- Suffolk Punch
- Tinker
- Trait du Nord
- Vlaams paard

## Afbeeldingen

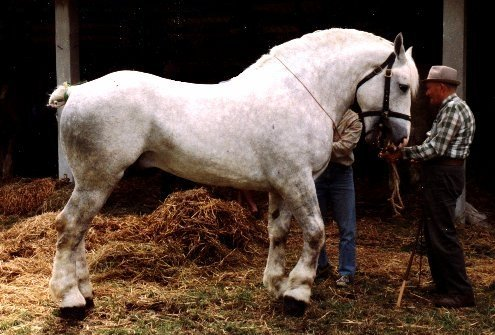
Boulonnais, Frankrijk
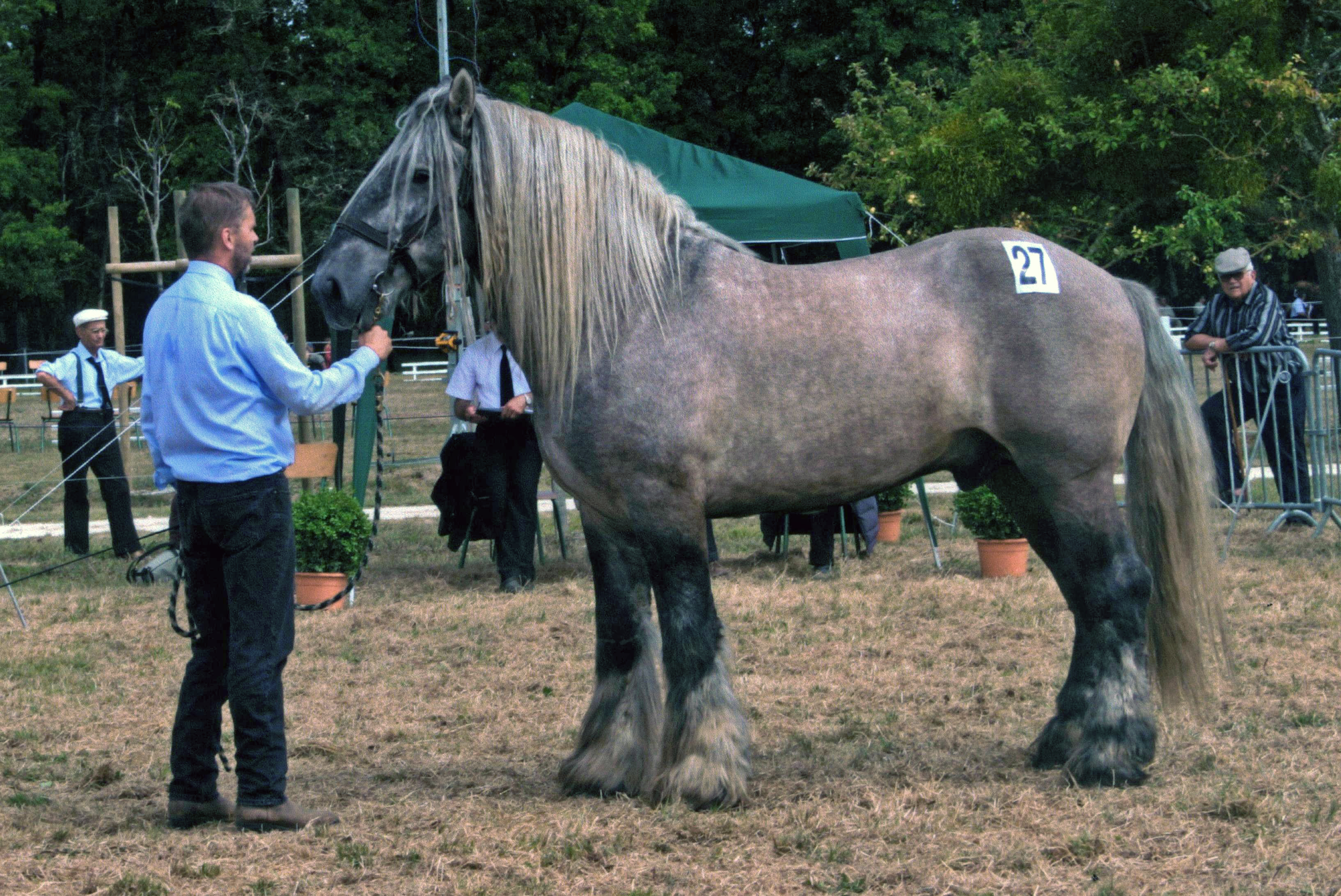
Poitevin, Frankrijk
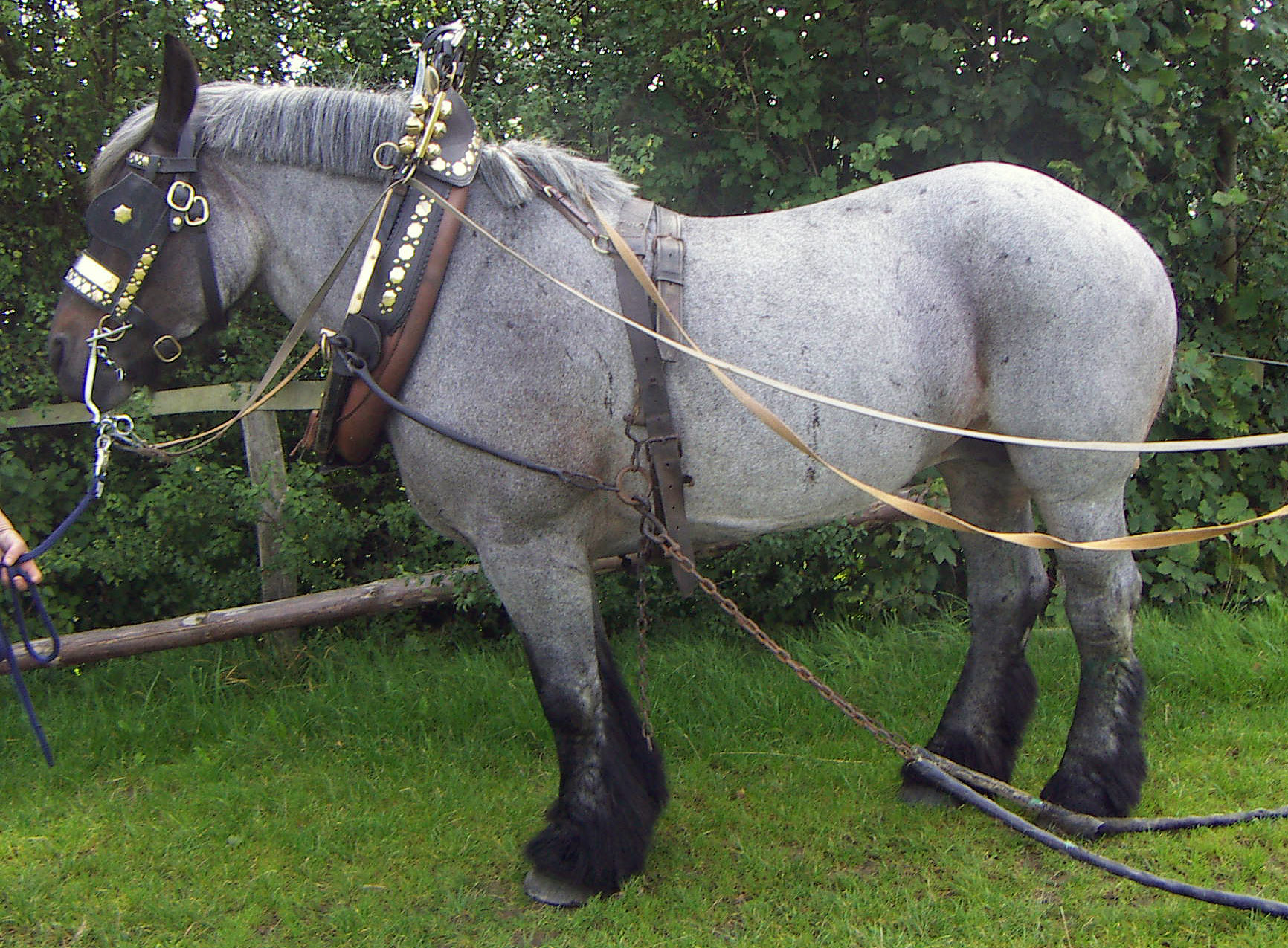
Belgisch trekpaard
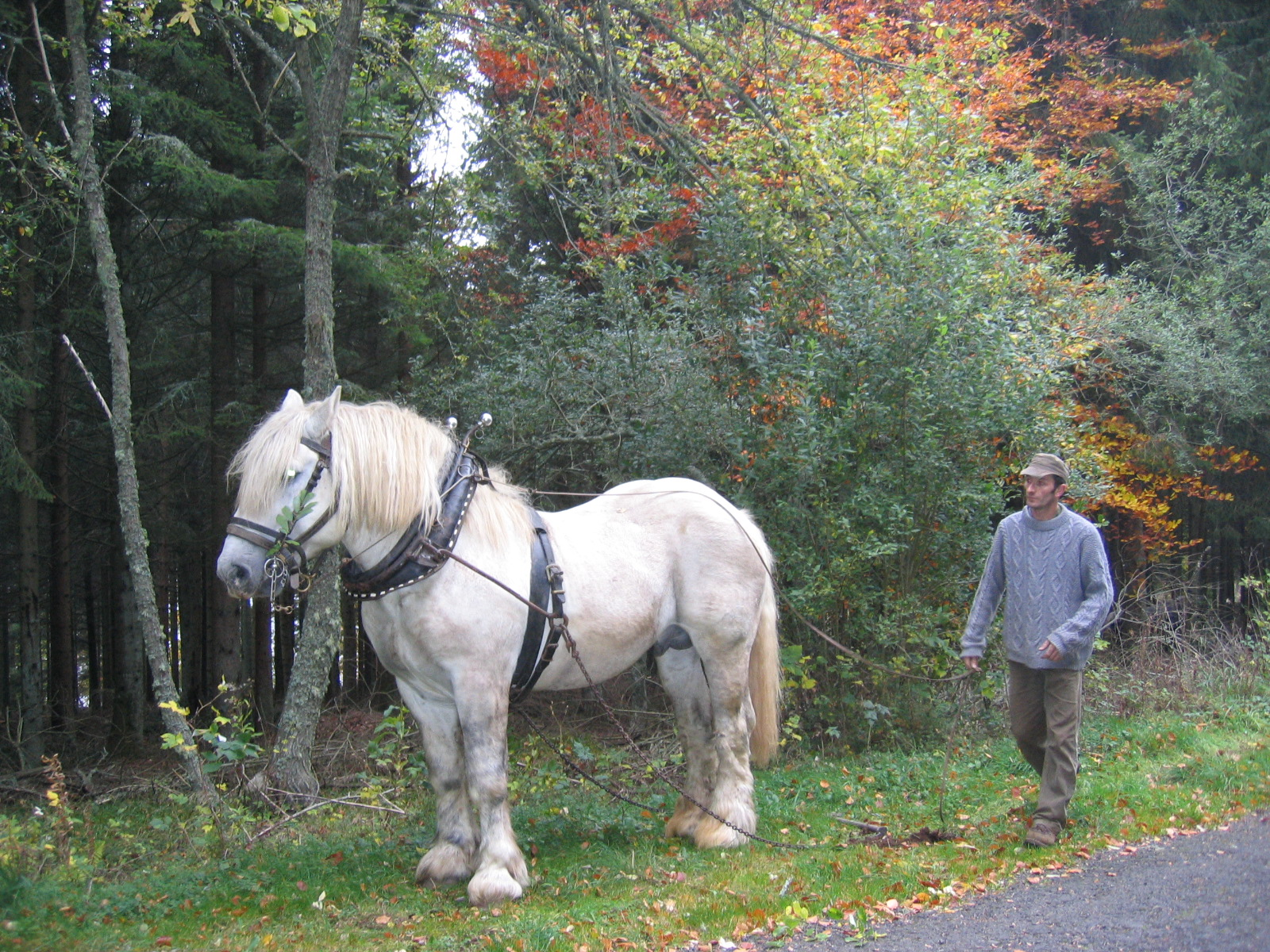
Sleeppaard
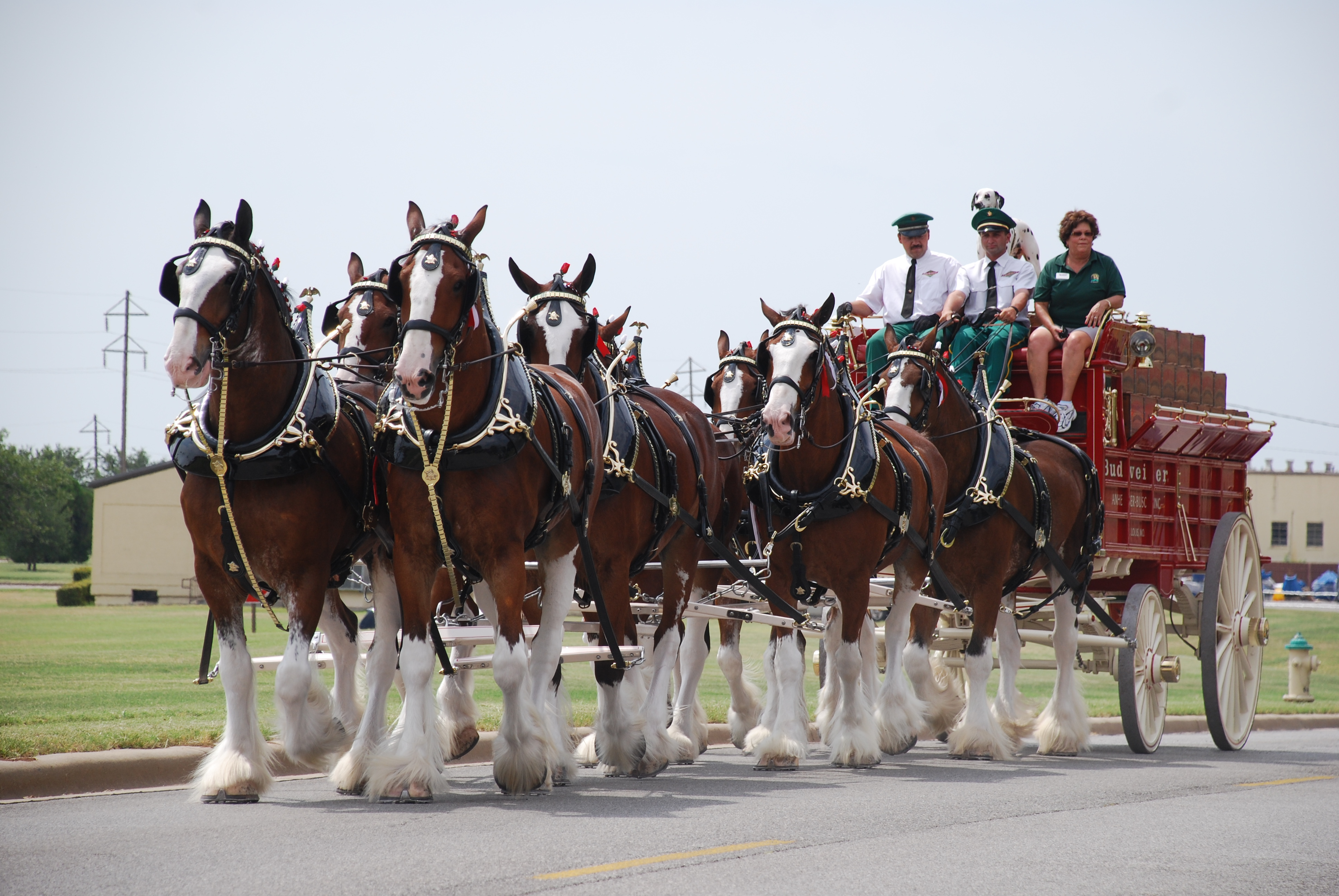
Achtspan Clydesdales
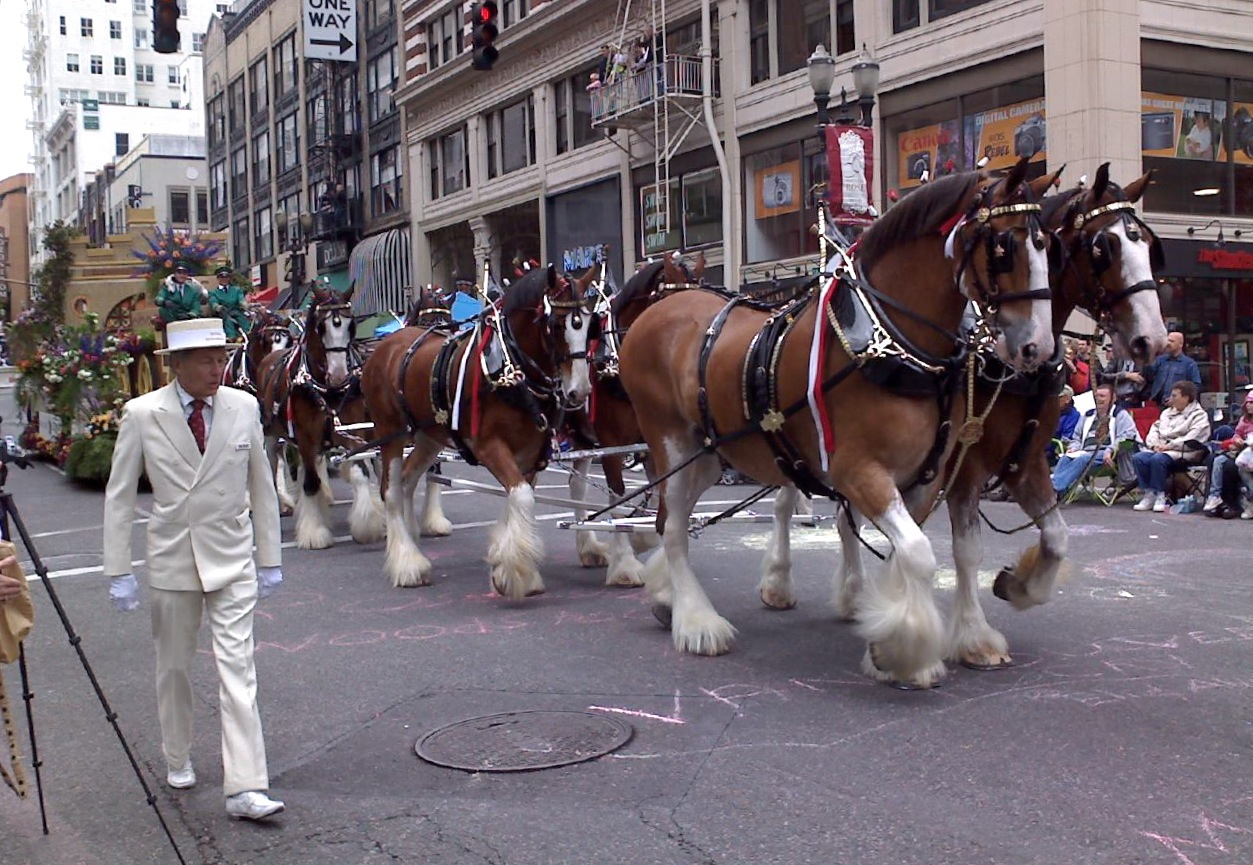
Een achtspan Clydesdales
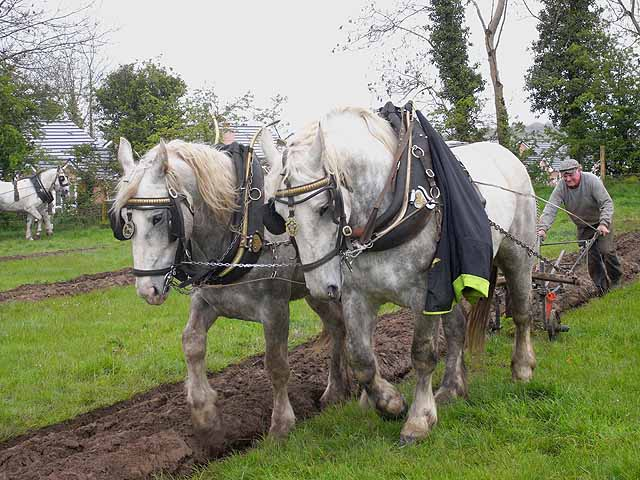
Ploegwedstrijden, Engeland
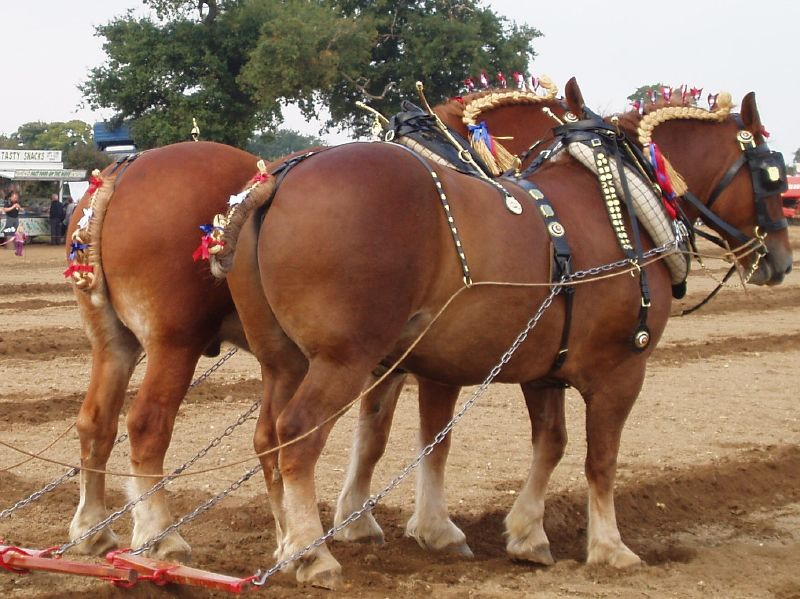
Suffolk Horses in Engeland
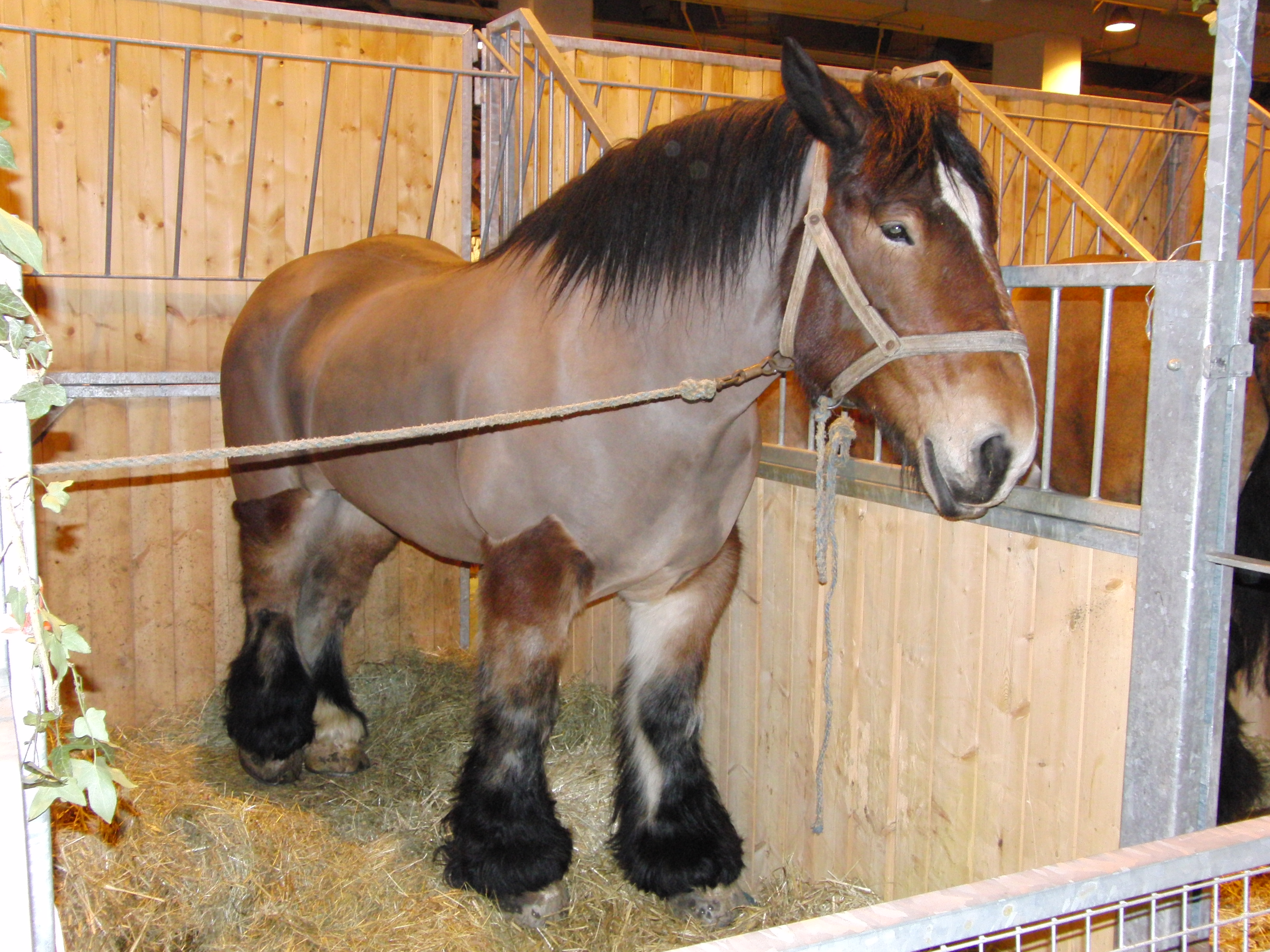
Trait du Nord
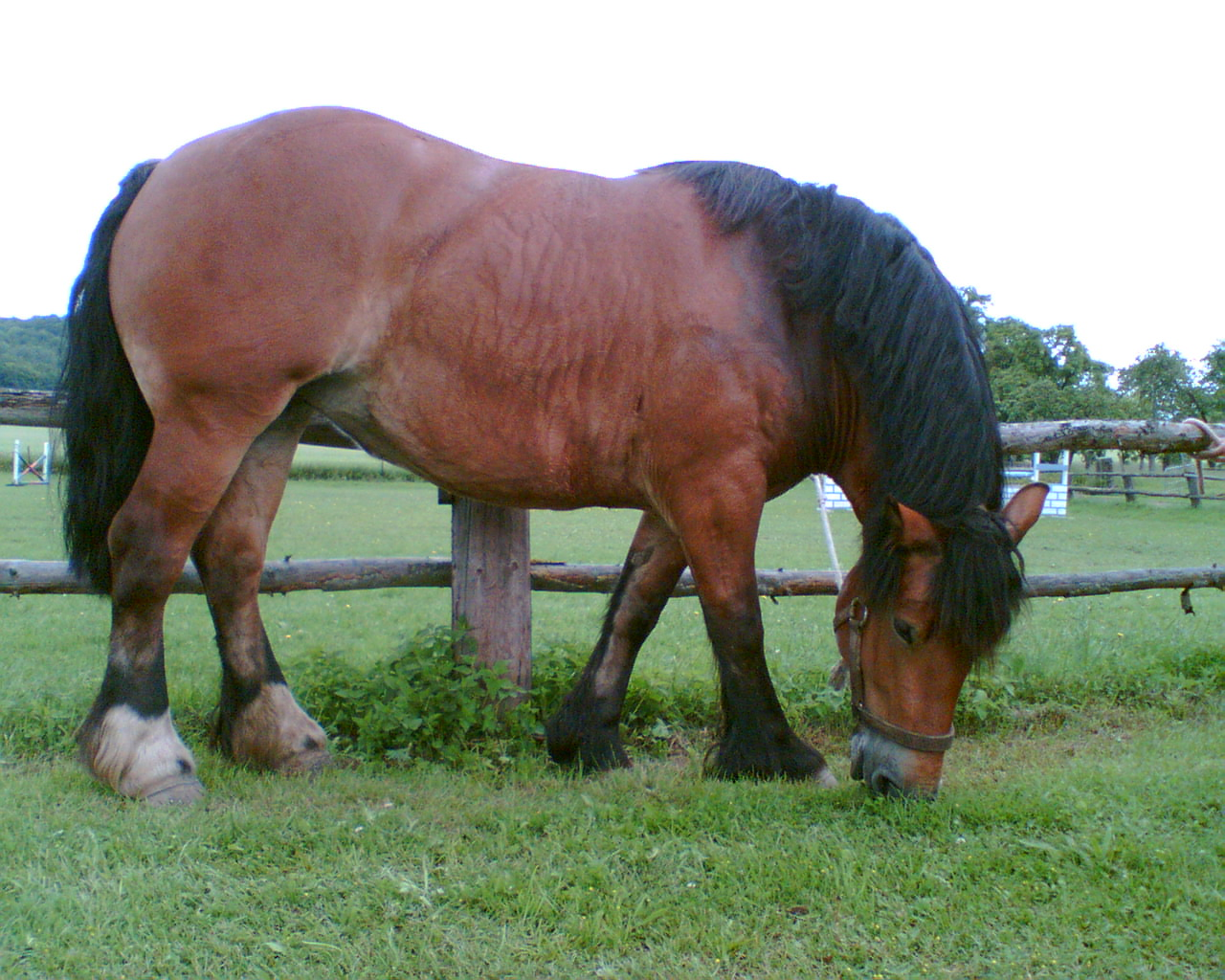
Rijnlands trekpaard